# Yoon Suk-min
Detta är ett koreanskt namn; familjenamnet är Yoon.
Yoon Suk-min, född den 24 juli 1986 i Guri, är en sydkoreansk professionell basebollspelare som spelar för Kia Tigers i KBO League. Yoon är högerhänt pitcher.

## Karriär

### KBO League

#### Kia Tigers
Yoon spelade 2005–2013 för Kia Tigers i ligan som numera heter KBO League. Tre gånger togs han ut till ligans all star-match och han vann också en Gold Glove för sitt defensiva spel. Han hade sin bästa säsong där 2011, då han var 17-5 (17 vinster och fem förluster) med en earned run average (ERA) på 2,45 och vann ligans Triple Crown för pitchers. Sett över de två säsongerna 2011–2012 hade han 325,1 innings pitched med en sammanlagd ERA på 2,77. 2013 användes han som avbytare (reliever) på grund av en skada och var 3-6 med en ERA på 4,00 och sju saves.

### Major League Baseball

#### Baltimore Orioles
I februari 2014 fick Yoon ett kontraktsförslag från Baltimore Orioles i Major League Baseball (MLB) samtidigt som det rapporterades att ytterligare fyra MLB-klubbar var intresserade av honom. Senare samma månad skrev han på ett treårskontrakt med Orioles värt 5,75 miljoner dollar. Han blev den första koreafödde spelaren i Orioles historia. Han fick dock bara spela i Orioles farmarklubbssystem.

### KBO League igen

#### Kia Tigers igen
Yoon återvände 2015 till sin gamla klubb Kia Tigers.

### Internationellt
Yoon tog guld för Sydkorea vid olympiska sommarspelen 2008 i Peking. Han deltog i fyra matcher i gruppspelet, mot USA, Japan, Taiwan och Kuba. Sydkorea vann samtliga matcher och Yoon utsågs till vinnande pitcher i de två första och hade en save i den tredje. Han spelade även semifinalen mot Japan, som Sydkorea vann med 6-2.
Yoon representerade även Sydkorea vid World Baseball Classic 2009 och 2013. 2009, när Sydkorea kom tvåa, spelade han fyra matcher, varav två starter, och var 2-0 med en ERA på 1,13 och 13 strikeouts på 16 innings pitched. 2013 startade han en match, som han förlorade, och hade en ERA på 4,15 och två strikeouts på 4,1 innings pitched.